# 28990 Ariheinze
28990 Ariheinze este o planetă minoră (asteroid), cu un diametru de 12,464 km, din centura de asteroizi. A fost descoperită pe 20 iunie 2001 la Stația Anderson Mesa de Lowell Observatory Near-Earth-Object Search și a fost numită după Aren Heinze⁠(d). 
Obiectul prezintă o orbită caracterizată de o semiaxă mare de 3,155364 UAi, o excentricitate de 0,1, o înclinație de 16,92673 ° în raport cu ecliptica.